# Bornstedt (bei Eisleben)
Bornstedt település Németországban, azon belül Szász-Anhalt tartományban. Lakosainak száma 782 fő (2023. december 31.). Bornstedt Lutherstadt Eisleben és Allstedt községekkel határos.

## Népesség
A település népességének változása:
| Lakosok száma | 834  | 800  | 791  | 793  | 790  | 782  |
|               | 2014 | 2017 | 2019 | 2021 | 2022 | 2023 |